# Partido General Rodríguez
General Rodríguez ist ein Partido im Norden der Provinz Buenos Aires in Argentinien. Laut einer Schätzung von 2019 hat der Partido 107.599 Einwohner auf 360 km². Der Verwaltungssitz ist die Ortschaft General Rodríguez. Der Partido wurde 1878 von der Provinzregierung geschaffen und ist nach Martín Rodríguez benannt.